# Anahim Lake
Anahim Lake est un beau village isolé dans la province canadienne de la Colombie-Britannique. Le village, ainsi que ses environs, a une population approximative de 1 500 habitants. Le peuple autochtone des Ulkatchos a 729 de ses membres qui vivent dans les réserves tout près du village. Chaque mois de juillet, le Anahim Lake Stampede présente des artistes locaux et est l'événement social majeur de la région. Anahim Lake possède trois magasins généraux et un motel.
Un des secteurs d'activité majeurs d'Anahim Lake est l'industrie forestière. Cette industrie a été touchée par l'épidémie de dendroctone du pin ponderosa qui balaie l'ouest canadien. Durant l'été de 2006, la scierie d'Anahim Lake a fermé et a licencié des dizaines de travailleurs. D'autres industries locales incluent l'élevage de bétail, la pêche de sport et le ramassage de champignons.
La Anahim Lake Elementary Jr. Secondary School sert à 67 étudiants à partir du jardin d'enfants jusqu'à la troisième secondaire. L'école est en service depuis septembre 2006 et a officiellement ouvert ses portes en septembre 2007.
Anahim Lake a donné le nom de la ceinture volcanique d'Anahim, du point chaud d'Anahim et du cône volcanique d'Anahim.

## Personnalités célèbres
- Carey Price, gardien de but des Canadiens de Montréal (hockey)